# 애니멀 크래커
《애니멀 크래커》(영어: Animal Crackers)는 2017년 안시 국제 영화제에서 상영한 미국, 스페인, 중국, 대한민국의 애니메이션, 모험, 가족, 판타지 영화이다.

## 출연

### 주연
- 존 크래신스키 : 오웬 역 (목소리)
- 에밀리 블런트 : 조이 역 (목소리)
- 대니 드비토 : 체스터필드 역 (목소리)
- 이안 맥켈런 : 호레이쇼 역 (목소리)
- 실베스터 스탤론 : 총알맨 역 (목소리)

### 조연
- 레이븐 시모네 : 빈클리 역 (목소리)
- 패트릭 워버튼 : 브룩 역 (목소리)
- 타라 스트롱 : 탈리아 역 (목소리)
- 제임스 아놀드 테일러 : 버팔로 밥 역 (목소리)
- 길버트 갓프리드 : 마리오 주키니 역 (목소리)
- 하비 피어스타인 : 에스머렐다 역 (목소리)
- 케빈 그레비스 : 삼손 역 (목소리)
- 토니 밴크로프트 : 스태비 역 (목소리)
- 월리스 숀 : 미스터 우들리 역 (목소리)
- 리디아 로즈 테일러 : 맥켄지 역 (목소리)